# Monochasma
Monochasma é um género botânico pertencente à família Orobanchaceae.

## Espécies
- Monochasma japonicum
- Monochasma savateri
- Monochasma sheareri